# Softboll vid olympiska sommarspelen
Softboll blev en olympisk sport för damer vid de olympiska sommarspelen 1996. 2012–2016 var softboll borta från det olympiska programmet, men från och med de olympiska sommarspelen 2020 i Tokyo kommer softboll återigen att vara med som olympisk sport.

## Medaljfördelning
| Pl. | Nation     | Guld | Silver | Brons | Totalt |
| --- | ---------- | ---- | ------ | ----- | ------ |
| 1   | USA        | 3    | 2      | 0     | 5      |
| 2   | Japan      | 2    | 1      | 1     | 4      |
| 3   | Australien | 0    | 1      | 3     | 4      |
| 4   | Kina       | 0    | 1      | 0     | 1      |
| 5   | Kanada     | 0    | 0      | 1     | 1      |

## Medaljörer
| Games        | Guld                                    | Silver                                  | Brons                                   |
| Atlanta 1996 | USA                                     | Kina                                    | Australien                              |
| Sydney 2000  | USA                                     | Japan                                   | Australien                              |
| Aten 2004    | USA                                     | Australien                              | Japan                                   |
| Peking 2008  | Japan                                   | USA                                     | Australien                              |
| 2012–2016    | Ingick inte i det olympiska programmet. | Ingick inte i det olympiska programmet. | Ingick inte i det olympiska programmet. |
| Tokyo 2020   | Japan                                   | USA                                     | Kanada                                  |